# Rock wagneriano
Rock wagneriano es un término musical originalmente acuñado por el escritor y productor Jim Steinman (la trilogía de álbumes Bat Out of Hell de Meat Loaf) en referencia a la fusión del rock and roll del siglo XX y la ópera del siglo XIX que recuerda a Richard Wagner y al Wall of Sound de Phil Spector. El término algunas veces es usado ambiguamente al escribir rock, refiriéndose a un grandilocuente estilo teutónico o letras fantásticas. Artistas y obras descritas como wagnerianos (as) incluyen a Patti Russo, Faster Than the Speed of Night de Bonnie Tyler, la banda Savatage de metal progresivo, Original Sin de Pandora's Box, la banda alternativa Evanescence, el productor y compositor Phil Spector, las bandas de rock progresivo Pink Floyd y King Crimson; y la banda alemana de metal industrial Rammstein.
Este estilo de música se caracteriza por letras significativas, bloques instrumentales largas y canciones largas. En la mayoría de los casos, seis, siete, ocho o incluso canciones de 12 minutos. Cada canción tiene una presentación verbal seguida de un verso, el coro y el puente. Cada canción se puede considerar como una ópera de menor importancia: introducción, trama, clímax y final. Es indispensable el piano y la pandereta. Esto proporcionará la base musical, pero también se encuentran los elementos musicales de metal.